# テレビ朝日サービス
株式会社テレビ朝日サービス（英: TV Asahi Service Co., Ltd.）は、テレビ朝日の子会社で、同社の番組の国内販売、放送機器・サイネージ販売、放送システム開発などを手掛ける企業。

## 沿革
- 1958年12月 - 「株式会社日本教育テレビサービス」創立。テレビ受像機販売の準備、自動車保険、火災保険等の販売を開始する。
- 1960年12月 - 「NETテレビサービス」へと呼称変更する。
- 1972年1月 - 番組販売部を新設する。
- 1977年4月 - 「株式会社テレビ朝日サービス」に社名変更する。
- 1978年5月 - CMのVTR編集作業を開始する。
- 1980年11月 - 「秘密戦隊ゴレンジャー」を東映より買い切り、ローカル局に販売開始する。
- 1981年7月 - 福島放送の開局を皮切りにローカル局への放送機材の納入業務を開始する。
- 1986年10月　- 「ミュージックステーション」を皮切りにモニター等のレンタル業務を本格的に開始する。
- 1998年2月　- 長野オリンピックのために放送機材をレンタルする。
- 1998年7月　- 参議院議員選挙のコンピュータサポートを開始する。
- 1999年12月 - 本社を六本木センターからシュアラスタービルに移転する。
- 2000年5月 - テレビ朝日より国際番組販売の業務を受託開始する。
- 2000年11月 - BS朝日開局に向け、マスター装置はじめ放送関連機器の一括リース契約を締結する（シンジケートリースの主幹事）。
- 2002年10月　- 「TVのチカラ」を皮切りにタッチパネルディスプレイのレンタルを開始する。
- 2003年4月 - テレビ朝日関連会社を対象にしてコンピュータサポート業務を開始する。
- 2003年9月 - テレビ朝日新社屋（六本木ヒルズ）完成に伴い、放送機材を大量に納入する。
- 2003年11月 - 本社を新六本木ビルに移転する。
- 2005年4月 - テレビ広告代理業務を本格的に開始する。
- 2008年12月 - 創立50周年を迎える。
- 2009年7月 - アド事業局を新設し、その下にアドクリエイション部を設ける。
- 2010年8月 - 本社をEX六本木ビルに移転する。
- 2011年4月 - 系列全23局が番組販売業務の受託範囲となる。
- 2014年4月 - 倉庫機能をシュアラスタービル（飯倉分室）から東京流通センター（平和島分室）へ移転する。
- 2015年7月 - コンテンツ事業局とアド事業局を統合し、メディアコンテンツ事業局を設ける。
- 2017年3月 - テレビ朝日の完全子会社となる。
- 2018年8月 - 「株式会社プラスゼロ」を子会社として設立する。
- 2019年3月 - 創立以来初の売上100億円を達成する。
- 2021年3月 - 倉庫機能を東京流通センター（平和島分室）から日本運輸倉庫隅田川支店第二営業所（南千住テクニカルセンター）へ移転する。